# Comuna de Kościan
Kościan (polaco: Gmina Kościan) é uma gminy (comuna) na Polónia, na voivodia de Grande Polónia e no condado de Kościański. A sede do condado é a cidade de Kościan.
De acordo com os censos de 2004, a comuna tem 14 933 habitantes, com uma densidade 73,8 hab/km².

## Área
Estende-se por uma área de 202,27 km², incluindo:
- área agricola: 81%
- área florestal: 10%

## Demografia
Dados de 30 de Junho 2004:
|                      | Total   | Total | Mulheres | Mulheres | Homens  | Homens |
| -------------------- | ------- | ----- | -------- | -------- | ------- | ------ |
|                      | pessoas | %     | pessoas  | %        | pessoas | %      |
| População            | 14 933  | 100   | 7520     | 50,4     | 7413    | 49,6   |
| Densidade (pop./km²) | 73,8    | 100   | 37,2     | 37,2     | 36,6    | 36,6   |

De acordo com dados de 2002, o rendimento médio per capita ascendia a 1356,51 zł.

## Comunas vizinhas
- Czempiń, Kamieniec, Kościan, Krzywiń, Stęszew, Śmigiel